# Mendizorroza
Mendizorroza (Mendizorrotza en euskera y de forma oficial) o El Batán es un barrio de la capital alavesa, Vitoria (País Vasco-España). Su población en 2010 fue de 4.799 habitantes.
En él se encuentra el complejo deportivo y estadio de fútbol homónimo.
Su traducción aproximada del euskera sería la de «monte afilado» también denominado «el monte el pico».

## Urbanismo y lugares de interés
El barrio, también conocido como El Batán (por ser ese el río que lo riega), está compuesto por 19 viviendas en edificación rural, 651 viviendas unifamiliares y 1.236 en edificación colectiva.
Su arteria principal es la calle Salvatierrabide o Salbaterrabide (camino de Salvatierra, en euskera). En él se encuentra la escuela oficial de idiomas, el instituto Mendizabala, el Hospital San Onofre, varios colegios privados, el palacio de Ajuria Enea (residencia oficial del Lehendakari del Gobierno Vasco), los montes Mendizabala o monte de la Tortilla y Mendizorroza o monte el Pico y la zona de esparcimiento de Mendizabala, donde suelen celebrarse los grandes eventos culturales y festivos de la ciudad (Como el Azkena Rock Festival).

## Deportes

### Infraestructuras deportivas
El complejo deportivo Mendizorroza, cuenta con instalaciones como los frontones municipales Ogueta y Olave, el pabellón de baloncesto y de balonmano -sede en los meses de julio del Festival de jazz de Vitoria-, una pista de atletismo, diversas piscinas cubiertas y al aire libre (Una de ellas, olímpica), un pequeño Aquapark con varios toboganes para niños y adultos, dos jacuzzis, una decena de pistas de Tenis, zonas de esparcimiento, gimnasios y varias canchas de pádel y vóley-playa.
El Estadio de Mendizorroza, es de propiedad municipal, pero de uso para el Deportivo Alavés SAD. Cuenta con una capacidad que ronda los 20.000 espectadores tras la reforma de 1999 debida al ascenso del equipo a primera división.
Junto al complejo deportivo de Mendizorroza, se encuentra otro gran complejo deportivo: la Fundación Estadio, propiedad de la Caja Vital con diversas piscinas cubiertas y al aire libre y otras actividades como frontón, tenis, pádel, baloncesto, fútbol 7 y gimnasio.

## Transporte
El barrio cuenta con dos líneas de transporte urbano que conectan el barrio con otras zonas de la ciudad.
- Línea 2 (Periférica): conecta el barrio con zonas de interés como el bulevar, los edificios del HUA Txagorritxu, la estación de Autobuses y Gobierno Vasco.
- Línea 8 (Unibertsitatea): conecta con zonas como el centro (por calle Los Herrán), los barrios de Zaramaga y Lakua (tiene conexión a la estación de autobuses) y la avenida Gasteiz (conecta con el Palacio Europa y el Palacio de Justicia).